# Alfredo Piedra y Salcedo
Alfredo Piedra y Salcedo (Lambayeque, 1880-Lima, 25 de febrero de 1943) fue un empresario y político peruano. Pariente y partidario del presidente Augusto B. Leguía, fue ministro de Guerra por un breve periodo en 1924. Tuvo una gran influencia en los círculos militares y apoyó a muchos periodistas jóvenes, entre ellos a José Carlos Mariátegui, quien, gracias a su intercesión, obtuvo una beca a Europa.

## Biografía
Hijo de Belisario Piedra Ruiloba, natural de Cuenca, Ecuador; y de Tomasa Salcedo Taforo, oriunda de Lambayeque. Su abuelo materno, Bernardino Salcedo, fue un hacendado, dueño de grandes propiedades en esa región del norte del Perú. Su tío, Bernardino Salcedo Taforo, fue senador por Lambayeque; y su tía, Carmen Salcedo Taforo, fue la madre de Augusto B. Leguía, quien llegó a ser presidente del Perú en dos ocasiones. Por tanto, Alfredo Piedra era primo hermano de Leguía.
Estrechó profundos lazos de amistad con los militares y tuvo activa participación en la conspiración de 1913 contra el presidente Guillermo Billinghurst, en la que participaron ocho diputados, oficiales del ejército y civiles destacados. Si bien el plan de tomar por asalto el poder tuvo en su momento que ser postergado, fue el antecedente del alzamiento que condujo finalmente al golpe de Estado de 1914.

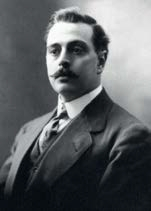
Alfredo Piedra Salcedo en 1914.

Piedra se dedicó a las inversiones empresariales, uno de los cuales fue la fundación de diarios. Fue uno de los financistas del diario La Razón, cuyos fundadores-directores fueron dos periodistas que habían trabajado en El Tiempo, José Carlos Mariátegui y César Falcón. El diario se puso inicialmente al servicio de causas sociales, como la reforma universitaria y la reclamos de la clase obrera; se considera que fue el primer periódico de izquierda del Perú.
Cuando el expresidente Leguía, que se hallaba en el extranjero, volvió a postular a la presidencia en 1919, Piedra se contó entre sus partidarios más entusiastas que organizaron su recibimiento. También participó en toda la confabulación que condujo hasta el golpe de Estado del 4 de julio de 1919, que elevó a Leguía al poder por segunda vez, aunque esta vez fue de facto.
Piedra fue nombrado jefe de la Policía Secreta del nuevo régimen (denominado después el Oncenio de Leguía), y de acuerdo a un testimonio del jefe de la misión naval de Estados Unidos, reunió alrededor suyo numerosos seguidores entre oficiales subalternos y políticos, y funcionarios de segunda clase.
Uno de los episodios que más se recuerda fue su intercesión ante el presidente Leguía a favor de Mariátegui y Falcón, para que se les concediera becas a Europa, lo que no era sino una forma encubierta de deportación. Ello, debido a que ambos periodistas, desde el diario La Razón, se habían dedicado a atacar al régimen leguiísta. Piedra, al margen de su orientación política, tenía aprecio por los dos jóvenes, en quienes reconocía mucho talento. Fue esto el inicio de la famosa etapa europea de Mariátegui, que lo consolidó como uno de los grandes pensadores del socialismo.

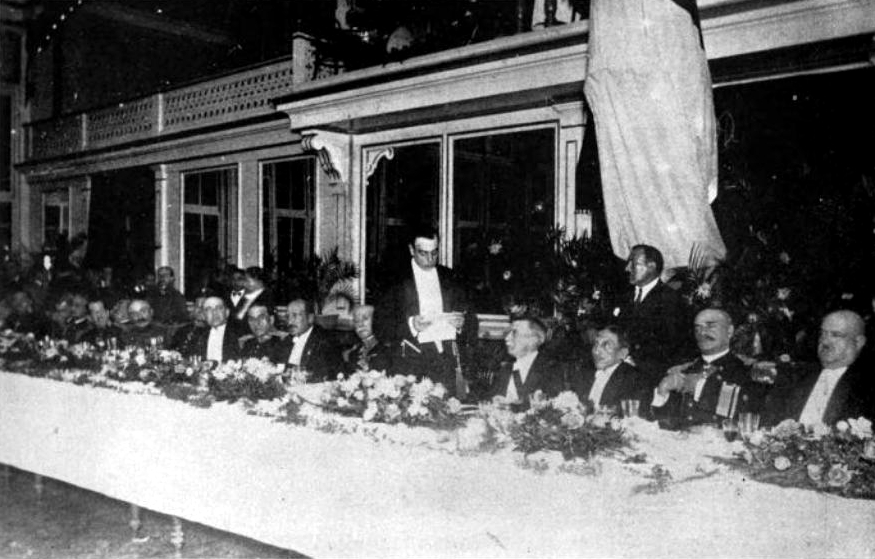
Alfredo Piedra, como ministro de Guerra, dando su discurso en el banquete ofrecido por el presidente Augusto B. Leguía a la institución armada, en conmemoración del centenario de la batalla de Junín (6 de agosto de 1924).

En marzo de 1924, fue nombrado ministro de Guerra, en reemplazo de Benjamín Huamán de los Heros. Estuvo presente en el banquete que el presidente ofreció a 580 oficiales del Ejército, la Marina y la Policía, en conmemoración del centenario de la batalla de Junín (6 de agosto de 1924), ocasión en la que dio el discurso inaugural. Al parecer, este agasajo tuvo como finalidad comprometer el apoyo de la institución castrense hacia Leguía, quien no confiaba del todo en sus miembros.
Como suceso anecdótico, se refiere que, durante su gestión ministerial, tuvo como ayudante al entonces mayor Luis Sánchez Cerro, militar que poco antes se había alzado contra el gobierno, habiendo sido capturado y confinado en el presidio de Taquile y en la isla de San Lorenzo. No obstante ello, Sánchez Cerro, gracias a la intercesión de personas influyentes, había logrado ser readmitido en el servicio, consiguiendo el ya mencionado trabajo de ayudante del ministro Piedra; años después, encabezaría el golpe de Estado contra Leguía.
El 12 de octubre de 1924, al iniciar el presidente Leguía su segundo mandato consecutivo, producto de su reelección, Piedra fue confirmado en su cargo de ministro de Guerra. El gabinete ministerial lo presidía entonces Alejandrino Maguiña.
Poco después, en noviembre de 1924, Piedra renunció a su cargo ministerial, siendo reemplazado por Juan Manuel de la Torre. Se dijo que fue presionado a renunciar, en vista del inquietante poder que iba ganando gracias a la influencia que tenía sobre los militares.
Refiere el historiador Jorge Basadre, que Mariátegui (que había retornado al Perú en 1923), en algún momento creyó en la posibilidad de que Alfredo Piedra diera un golpe de Estado y se convirtiera en una suerte de Kérenski de la revolución socialista peruana.
Tras el golpe de Estado contra Leguía y la instalación de una Junta Militar de Gobierno, presidida por Sánchez Cerro, Piedra se alejó de la vida política. Su nombre fue incluido en la lista de investigados por el Tribunal de Sanción Nacional, expresamente creado por la Junta Militar para sancionar los delitos de corrupción ocurridos durante el Oncenio.
Pasó desterrado a Chile y radicó un tiempo en Valparaíso.